# Sorbus commixta
Sorbus commixta är en rosväxtart som beskrevs av Johan Teodor Hedlund. Sorbus commixta ingår i släktet oxlar, och familjen rosväxter. IUCN kategoriserar arten globalt som sårbar. Utöver nominatformen finns också underarten S. c. rufoferruginea.

## Bildgalleri

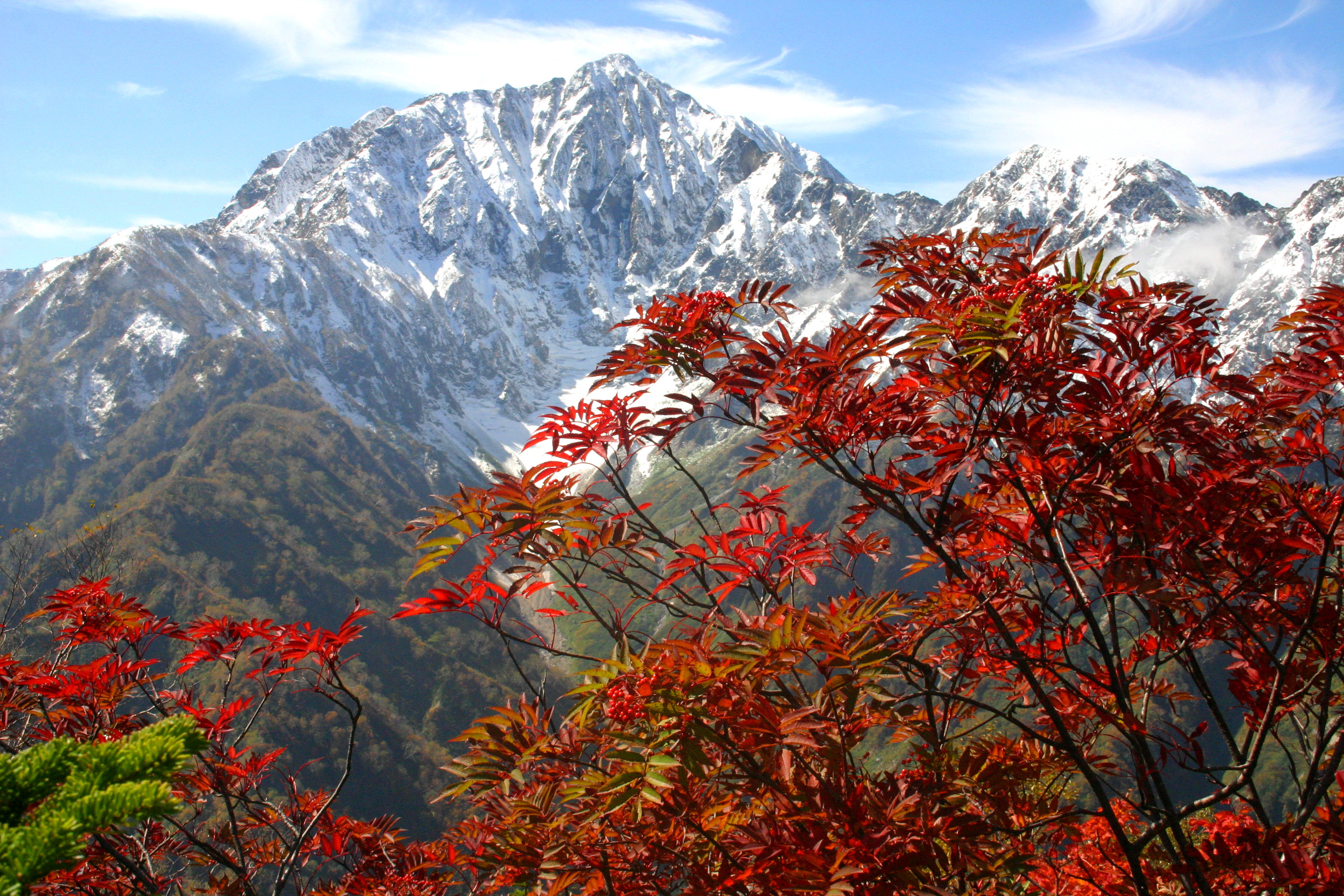
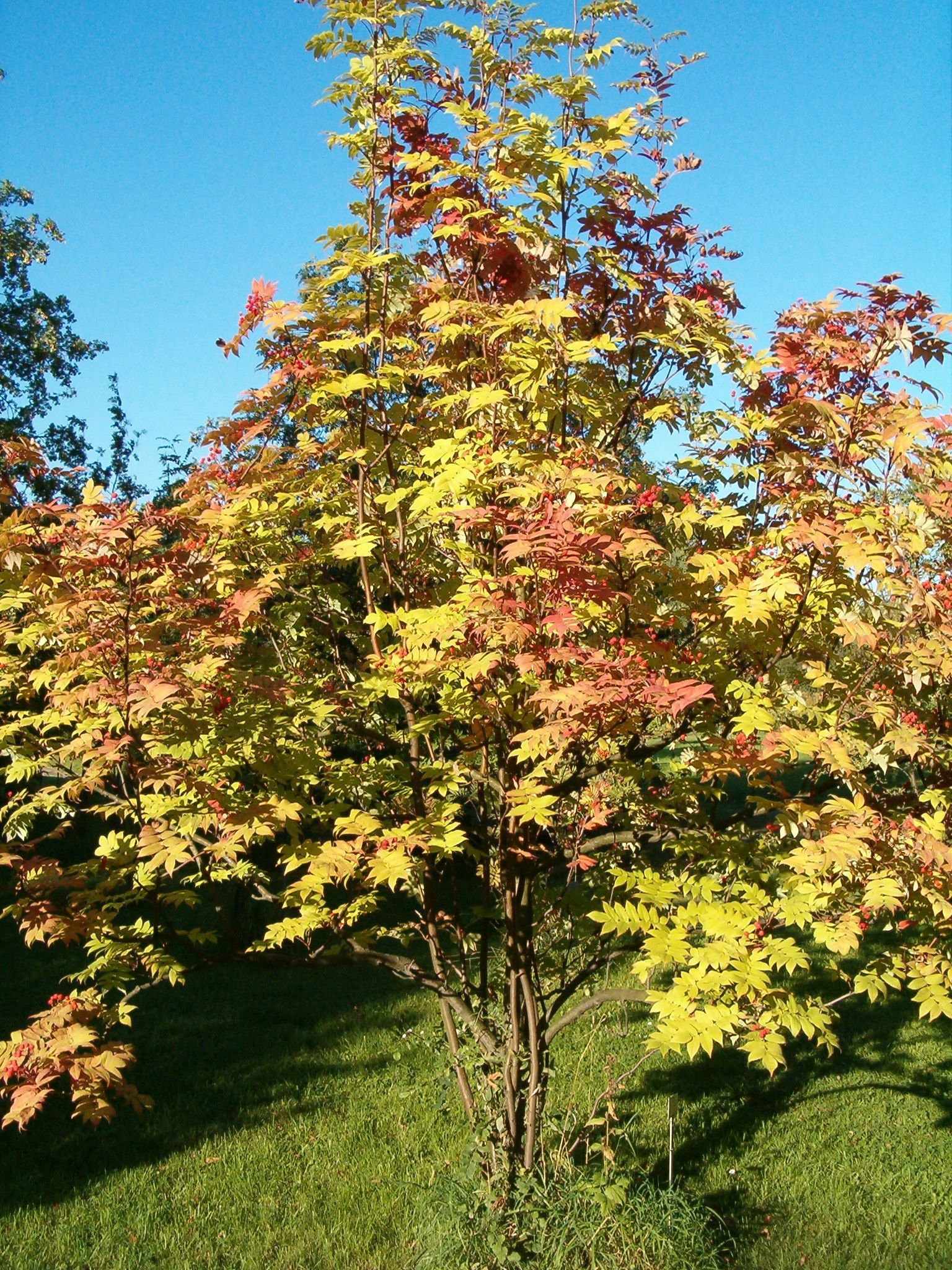
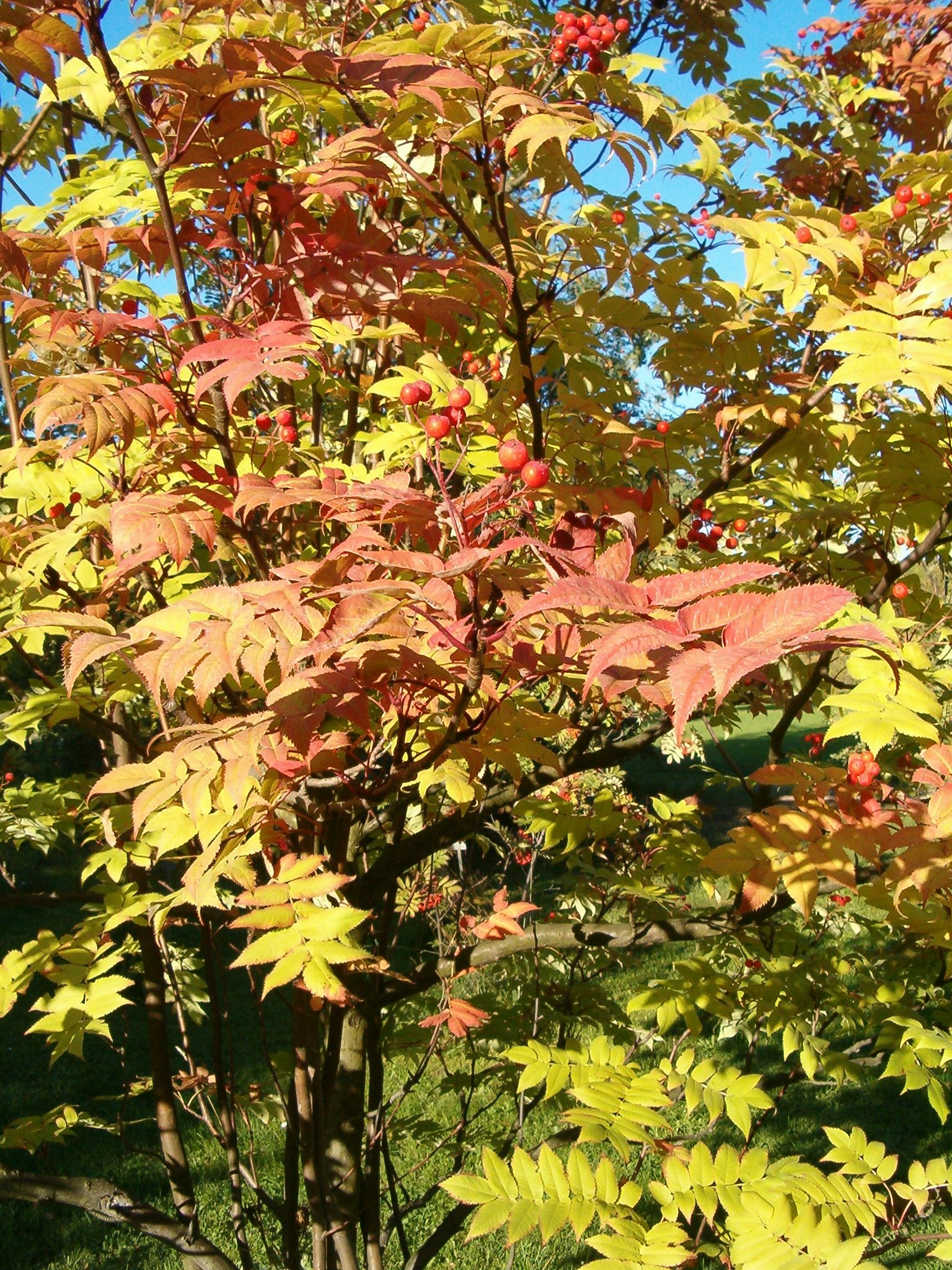
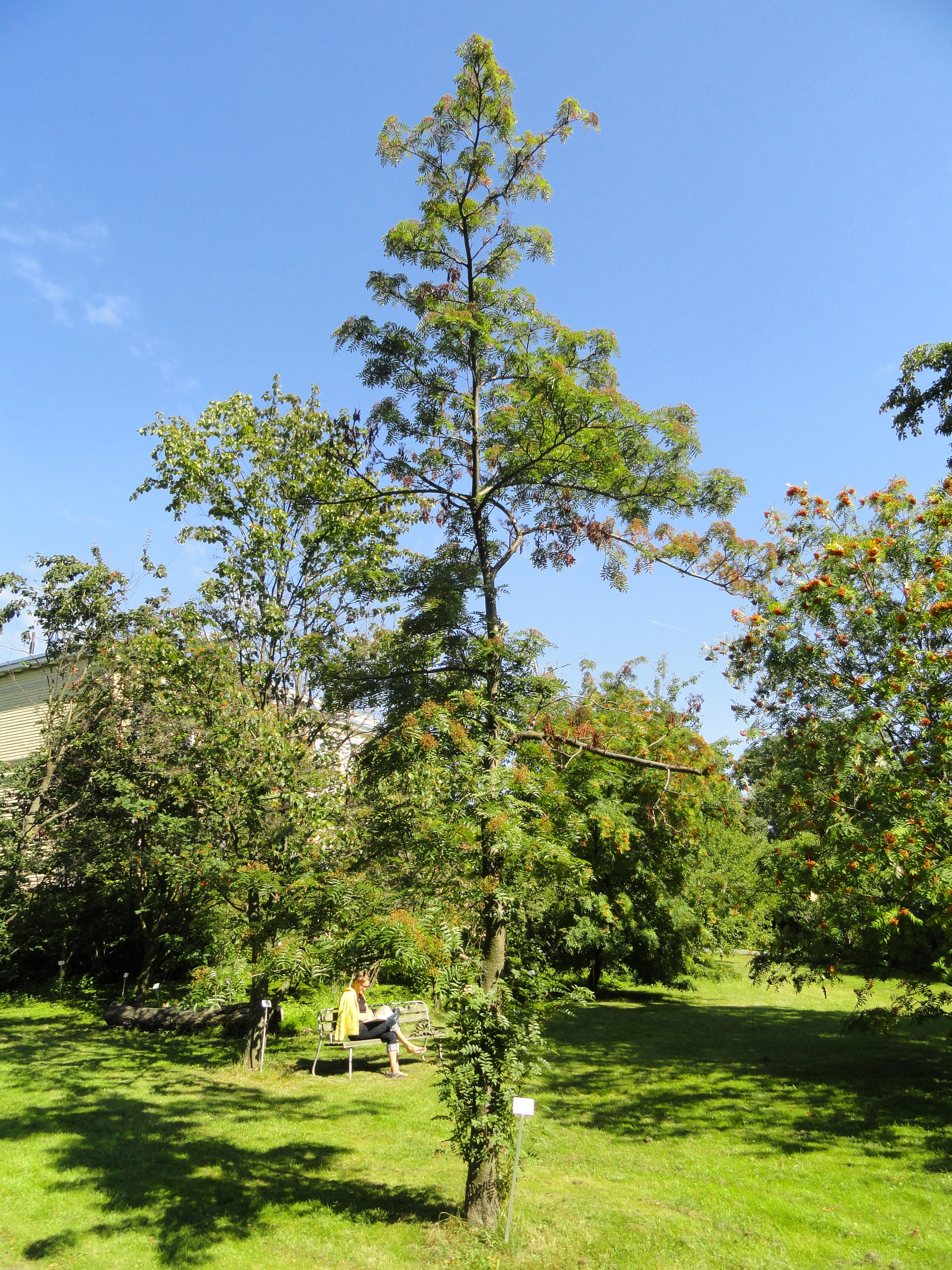
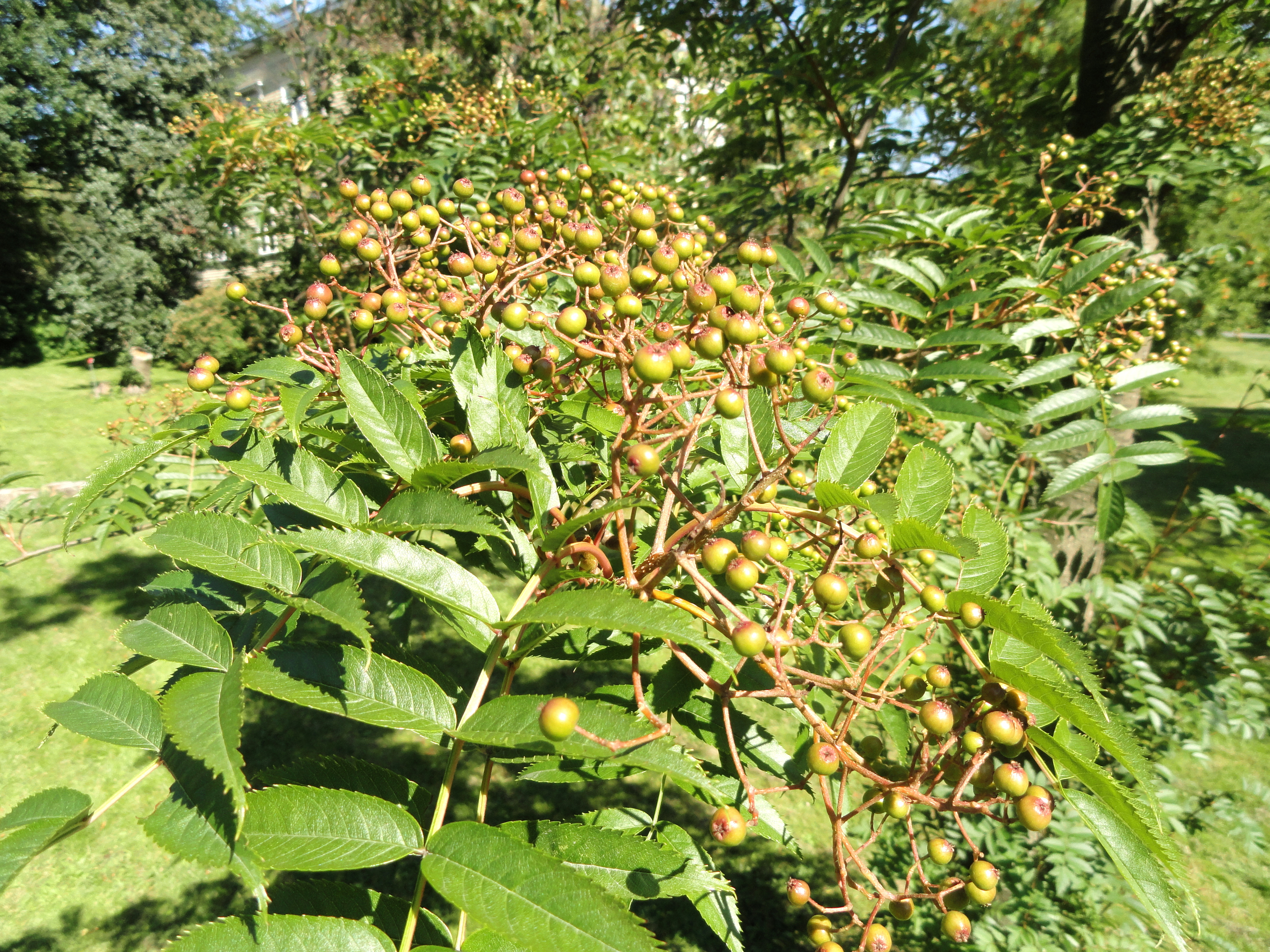
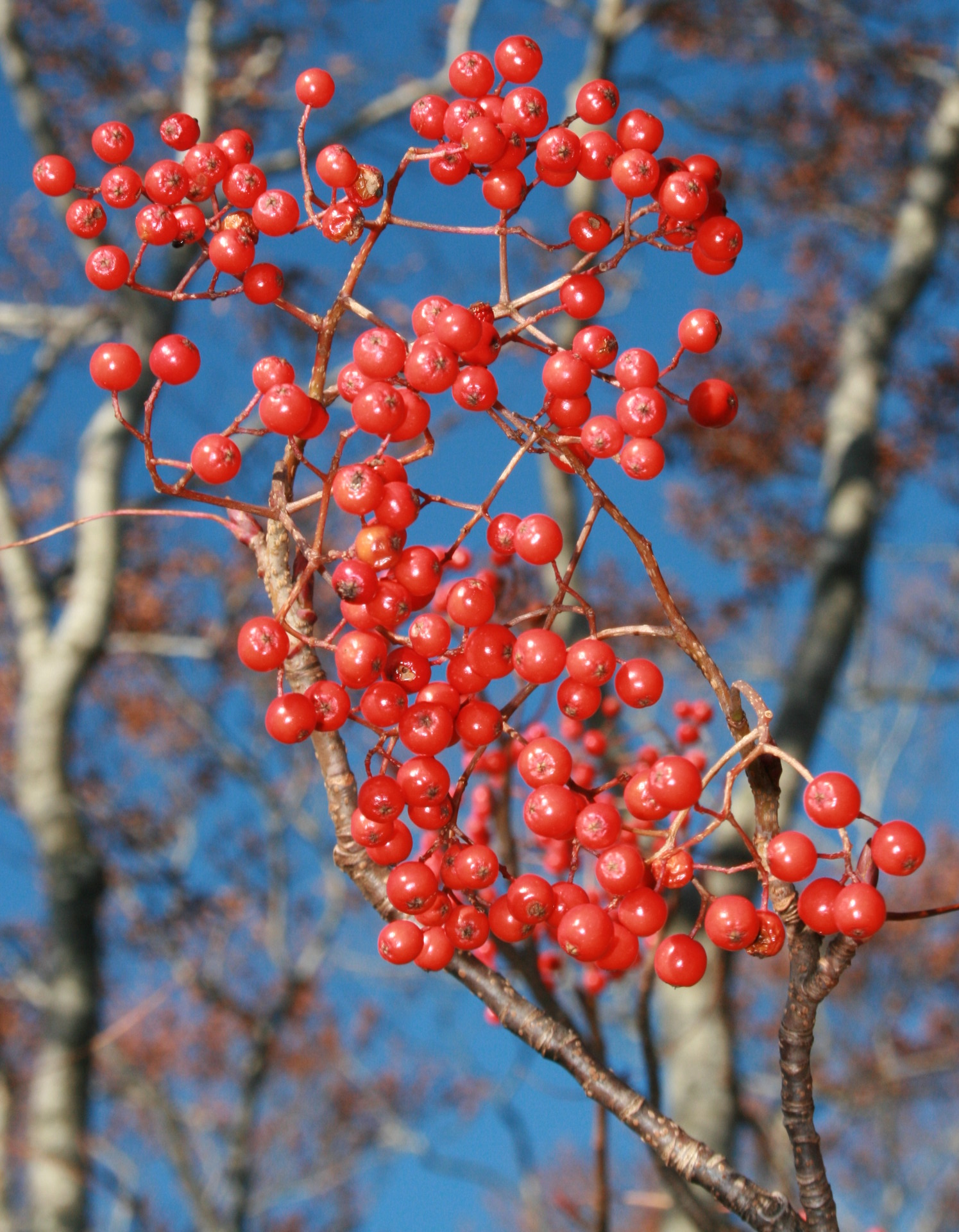